# 78. østlige længdekreds
Den 78. østlige længdekreds (eller 78 grader østlig længde) er en længdekreds, der ligger 78 grader øst for nulmeridianen. Den løber gennem Ishavet, Asien, det Indiske Ocean, det Sydlige Ishav og Antarktis.